# Campeonato Mundial de Judô Feminino de 1984
O Campeonato Mundial de Judô de 1984 foi a 3° edição feminino do Campeonato Mundial de Judô, realizada em Viena, Áustria, em 10 a 11 de novembro de 1984.

## Medalhistas

### Homens
| Evento | Ouro                | Prata                 | Bronze                             |
| ------ | ------------------- | --------------------- | ---------------------------------- |
| -48 kg | Karen Briggs        | Marie-France Colignon | Darlene Anaya Julie Reardon        |
| -52 kg | Kaori Yamaguchi     | Edith Hrovat          | Christina-Ann Boyd Joanna Majdan   |
| -56 kg | AnnMaria Burns      | Suzanne Williams      | Catherine Arnaud Gerda Winklbauer  |
| -61 kg | Natasha Hernandez   | Chantal Han           | Kaori Hachinohe Martine Rottier    |
| -66 kg | Brigitte Deydier    | Irene de Kok          | Shinobu Kandori Dawn Netherwood    |
| -72 kg | Ingrid Berghmans    | Barbara Classen       | Anita Staps Véronique Vigneron     |
| +72 kg | Maria Theresa Motta | Gao Fenglian          | Margaret Castro Marjolein van Unen |
| Aberto | Ingrid Berghmans    | Marjolein van Unen    | Gao Fenglian Nathalie Lupino       |

### Quadro de Medalhas
| Ordem | País           | Medalha de ouro | Medalha de prata | Medalha de bronze | Total |
| ----- | -------------- | --------------- | ---------------- | ----------------- | ----- |
| 1     | Bélgica        | 2               | 0                | 0                 | 2     |
| 2     | França         | 1               | 1                | 4                 | 6     |
| 3     | Estados Unidos | 1               | 0                | 2                 | 3     |
| 3     | Japão          | 1               | 0                | 2                 | 3     |
| 5     | Grã-Bretanha   | 1               | 0                | 1                 | 2     |
| 6     | Itália         | 1               | 0                | 0                 | 1     |
| 6     | Venezuela      | 1               | 0                | 0                 | 1     |
| 8     | Países Baixos  | 0               | 3                | 2                 | 5     |
| 9     | Austrália      | 0               | 1                | 2                 | 3     |
| 10    | Áustria        | 0               | 1                | 1                 | 2     |
| 10    | China          | 0               | 1                | 1                 | 2     |
| 11    | Alemanha       | 0               | 1                | 0                 | 1     |
| 12    | Polónia        | 0               | 0                | 1                 | 1     |